# Гурово (городской округ город Михайловка)
Гурово — железнодорожный разъезд (тип населённого пункта), входит в состав Раковской сельской территории городского округа «город Михайловка» Волгоградской области России. Население 4 человек (2010).

## География
Расположен в северо-западной части области, в лесостепи, в пределах Приволжской возвышенности, являющейся частью Восточно-Европейской равнины.
Уличная сеть состоит из одного географического объекта: ул. Железнодорожная.
Абсолютная высота 128 метров над уровня моря
.

## Население
| 2010 |
| ---- |
| 4    |

Гендерный состав
По данным Всероссийской переписи населения 2010 года в гендерной структуре населения из 4 человек мужчин — 3, женщина — 1 (75,0 и 25,0 % соответственно).
Национальный состав
Согласно результатам переписи 2002 года, в национальной структуре населения
русские составляли 100 % из общей численности населения в 4 человека

## Инфраструктура
Железнодорожный разъезд Гурово

## Транспорт
Железнодорожный и автомобильный транспорт (по просёлочным дорогам).